# スッキリのコーナー一覧
スッキリのコーナー一覧（スッキリのコーナーいちらん）とは、日本テレビ系列で放送されていた『スッキリ』の企画やコーナーについて述べる。

## 放送終了時点でのコーナー

### レギュラーコーナー

#### 今朝の一面
（2022年4月 - ）
オープニング直後に放送される今日放送予定の内容、ニュースやエンタメ情報をVTRで紹介する。また、気になるSNSからの情報も紹介。

#### NEWSミウライン→NEWSタイムライン
（2017年10月2日 - 2021年3月26日）→（2021年3月29日 - ）
水卜が最新ニュースを紹介する。2021年3月29日からは、岩田が最新ニュースを紹介する。

#### スッキリTOUCH→スッキリLIFE
（ - 2021年3月→2021年4月 -）
毎日9時ごろから放送される特集コーナー
- 2020東京オリンピック・パラリンピック応援企画「GO!TOKYO」（スッキリTOUCHから継続）担当：安村直樹（日本テレビアナウンサー、2021年4月21日 - ）、安村以前は、水卜麻美（日本テレビアナウンサー）、松田丈志（水曜日コメンテーター）らが担当をした。
- 鳥羽周作のみんなのレシピ（スッキリTOUCHから継続）
- 有名人がプレゼンする企画→語ってMY LIFE（金、スッキリTOUCHから継続だが、2021年4月からコーナーのタイトルが付いた。）
  - ケンドーコバヤシ（マンガ）
  - ぼる塾（スイーツ）
  - 尾上松也（キャンドル）
  - 劔樹人・犬山紙子夫妻（ハロー!プロジェクト）
  - こがけん（映画）
  - 本田翼（ゲーム）

不定期または終了した企画（太字は放送中のコーナー）
- 収納の達人 おさよさん（担当：中山美香→辻岡義堂（日本テレビアナウンサー）2022年4月26日 - ）
- 不入流 家庭のシミ抜き術（担当：岸洋佑）
- #ハッシュタグ検索の旅（2022年5月16日から放送再開）
- 有名人の息子や娘の難関校受験に長期密着（2022年5月25日から第4弾開始）
- 怒涛の30年 あった!あった!平成史（金曜）（担当：近藤春菜）
- モリSearch（担当：森圭介（日本テレビアナウンサー））
- ゆうこりんクッキング（小倉優子の持ち込み企画）
- おもいでケータイ再起動
- あなたのスカーフ巻き直して差し上げます!（加賀谷真理）
- GENKING&JunJun 美のお悩みサロン→JunJun&チョコプラ 美のお悩みサロン（JunJun、チョコレートプラネット）

#### オーディション企画
- EXILE VOCAL BATTLE AUDITION 2006 〜ASIAN DREAM〜（2006年） - EXILEの新ボーカルを決めるオーディション。ファイナリスト5名「Dreamers 〜EXILE VOCAL BATTLE AUDITION FINALIST〜」による曲「ソングソルジャー〜明日の戦士〜」が、2007年2月度のスッキリエンディングテーマに使用された。
- スッキリ×アカネキカク ダンスONE PROJECT（2020年から） - 日本全国の高校生ダンス部 応援企画（振付師のakaneが、応募した映像を評価し、最終的に1つの動画にする）　テーマ曲「Mela!」緑黄色社会(2020年)、「群青」YOASOBI (2021年) 、「開幕宣言」Novelbright(2022年)
- Nizi Project（2020年） - ガールズグループ発掘プロジェクト（J.Y.Parkが総合プロデュース）
- THE FIRST（2021年） - AAAのメンバー日高光啓（SKY-HI）が、1億円の自腹を出資して開催するボーイズグループ発掘オーディション
- &AUDITION（2022年）-  HYBE LABELS JAPANが主催する日本のオーディション。
- YOSHIKI SUPERSTAR PROJECT X（2022年） - YOSHIKI（X JAPAN）が主催するオーディション。主に「WEニュース」コーナー内で放送している。
  - ダンスONE PROJECTは、「スッキリ公式YouTube」、Nizi Project・THE FIRSTは、「Hulu」で配信している。

#### エンタメまるごとクイズッス→クイズッス
（2009年3月30日 - 現在）
「天の声」と呼ばれるナレーターが、生ナレーションでエンタメ情報を紹介するコーナー。「天の声」のキャスト名は公表されておらず、「謎の男」「謎の女」という表現が用いられたり、キャストの「親友」という表現が用いられている。
途中でVTRゲスト がクイズを出題（加藤を初めとするレギュラー陣、ゲストが登場する場合はゲスト、またはみんなで一緒のパターンで、1問ずつ計2問　現在は1問を加藤に残り1問を他のメンバーに出題する場合が多い）、それに答える。天の声と出演者との様々なやりとりもあり、謎の男は勝谷誠彦を「かっちゃん」、渡邉美樹を「ミキティー」、おおたわ史絵を「ふーみん」、ロバート・キャンベルを「ベルキャン」、本村健太郎を「とっちゃん坊や」、石田エレーヌを「エレーヌちん」、杉野真実を「スギちゃん」と独特のあだ名で呼ぶ。コーナー冒頭に謎の男が大ファンであるというAKB48やももいろクローバーZの話題になることが多い（後者に関しては、月曜コメンテーターの勝谷誠彦もファンであることから、月曜日は他の出演者そっちのけで盛り上がる）。金曜日は、映画にまつわるクイズを出題する『映画トリビア』がある。また､不定期で「80s クイズ」のコーナーがあり､80年代の洋楽が得意の加藤とコメンテーターあるいは番宣ゲストがイントロクイズで対決する。その他に『難読漢字クイズ』、『難読地名クイズ』などもある。また、コーナ開始時にその前のコーナーに出演していたゲストがいた場合、軽いトークをしてから送り出す（謎の女の場合はトークをせずにすぐに送り出す）。
- 月～木の天の声担当は山里亮太（南海キャンディーズ）。ワイプには2016年3月まではシルエット、2016年4月から2017年9月までは赤いメガネをかけた当時の番組ロゴを模した生物、2017年10月からは赤いメガネをかけた天使の石像が映し出されていた。
- 番組開始から2018年3月まで、金曜は柳原可奈子が天の声を担当。ワイプには2016年3月まではリボンを付けた土偶、2016年4月から2017年9月は頬を赤くした当時の番組ロゴを模した生物、2017年10月からは頬を赤くした天使の石像が映し出されていた。金曜日の担当が異なるのは、山里が長らくテレビ東京系列『おはスタ』に生出演していた影響。年内最後に放送される年末スペシャルは、謎の男と謎の女が同時出演を行っていた。
- 2018年3月31日の放送で柳原が降板し、以降金曜日は「天の声ゴールド」として、週替りのゲストがナレーションを担当している。2020年度には、コーナー中で天の声ゴールドの親友に関するVTRも流れるようになっているため、直接名乗ることこそないものの、よりはっきりと紹介されるようになっている。また、担当者のひとりは、コーナータイトルを『ジャニーズッス』に変える（金曜日に後続番組が無いことから出演できる）。ただし、2018年12月28日のみ、金曜日だが年内最後の放送だったため、謎の男が担当した。
- 2009年5月20日・21日は、謎の男の代役として『謎の美女』（しずちゃんの声に似ている人）が担当した。
- 2010年5月10日～5月14日は、『書道ガールズ!! わたしたちの甲子園』に関するクイズが毎日出題され、5月14日には、映画に出演した成海璃子、山下リオ、桜庭ななみ、高畑充希、小島藤子が出演し、クイズを出題した。
- 2010年8月18日は、謎の男の弟子として平井堅が声の出演。この出演がきっかけで、新曲のミュージックビデオ制作を番組が担当することになった（2010年9月8日に平井がVTRで出演し、ミュージックビデオ制作の企画スタート宣言をした。また、9月30日まで出演者の募集も行われ、応募者の中から平井とスタッフが厳選した24組の投稿映像をミュージックビデオ内で挿入した）。
- 2010年9月16日は、謎の男がラジオ番組のせいで寝坊したためスタジオに来れず、ナレーション担当の太田真一郎が代行で務めた。エンディングに間に合ったものの反省の弁もなく「おーはよーうございます!!エンタメまるごとクイズッス!!」と叫び、加藤をはじめ出演者ならびスタッフ全員を憤慨させてしまい、視聴者からのメールも届いてしまうという始末だった（当日視聴者から届いたメールは『天の声支持』が25通、『ナレーター交代希望』が36通だった）。そして、9月20日のコーナー冒頭で上戸彩が歌う「贈る言葉」にのせて『天の声』本人が16日の『遅刻』を謝罪した。
- 2010年10月14日は、コピアポ鉱山落盤事故現場から最後の救出（33人目）の様子を生中継したため、コーナー休止（「スッキリ!!TIMES」も休止）。
- 2011年1月6日放送分では直前のコーナーである「スッキリ!!商品開発部」に（顔を「謎の男」テロップで隠した上で）顔出しで出演した（この時、藤田は謎の男の顔を確認しているが、藤田は正体について言及することはなかった）。
- 2012年3月20日と2015年1月28日放送分では「ももいろクローバーZ」がスタジオにゲスト出演。先述の通り当グループのファンを公言している彼は、コーナー直前にも関わらず、顔出し出演した。
- 先述した通り、謎の男（と謎の女）の正体が明言されないことについて視聴者の間では「顔出しをしない分余計にイライラしてしまう」「何故、わざわざ正体を隠す必要があるのか分からない」など、このコーナーに対し不満を抱く者も少なくない。なお、このスタンスが番組自体の意向なのか、謎の男役の人物の意向なのかは公式には明かされていない。
- 2011年3月14日から4月4日までコーナー休止、4月5日からコーナー再開。
- 2011年5月18日では、謎の男の3代目弟子として中村七之助が出演。コーナー最後に自身が出演する宣伝も行った。
- 2011年12月29日の年末スペシャルでは、野沢雅子が「神の声」として特別出演した。
- 2012年4月26日は『NNN報道特別番組』としての放送のためコーナー休止。
- 2012年10月10日は、通常行うブースのマイクの不調のため、出演者と顔が見えるスタジオの端でナレーションを行う。その際、謎の男の顔を映さない状態で私服姿が映された。
- 2012年12月20日は、萩本欽一が「LIFE VIDEO」（日テレアックスオンの子会社）の紹介を兼ねて出演し、裏話を披露した。
- 2013年・2014年年始の放送は休止（1月4日は「スッキリ!!TIMES」も休止）。
- 2013年8月29日は謎の男が後半の代理司会を担当したため、ホリが代理で天の声を務めた。
- 2015年6月17日は水樹奈々がコーナーの一部分のナレーションを担当。（後半はスタジオのゲストとして登場した。）
- 2017年3月23日は第2部で証人喚問の模様を中継する都合上、この日のみ全ネット局で放送された。
- 2017年8月9日からオープニングテーマ曲が変更され、滝沢カレン（歌・作詞・作曲）、ヒャダイン（編曲）の「真面目な朝」を使用している
- 2017年10月よりタイトルから『エンタメまるごと』が外れ、単に『クイズッス』となった。
- 2018年11月27日、元貴乃花親方が生出演し、対談に時間を割いたためこのコーナーと報道フロアからのニュースを休止。天の声（謎の男）はエンディングに登場した。知人の山里はこの日放送の「赤江珠緒 たまむすび」（TBSラジオ。山里は火曜パートナー）でも、舞台裏での出来事を語っている。
- 2018年11月28日、コーナー休止した前日分をダイジェストで放送した。
- 2018年12月19日・12月20日、謎の男が、虫垂炎で休んだため、12月19日は、川田裕美（フリーアナウンサー）、12月20日は、八木真澄（サバンナ）が代理で天の声を務めた。
- 2019年1月22日、謎の男が、再び虫垂炎で休んだため、太田真一郎が代理で天の声を務めた。
- 2019年2月7日、神谷明が、スペシャルゲストで天の声を務めた。
- 2020年3月20日・2020年6月26日、ガールズグループオーディション企画「NiZi Project」を放送したため、コーナー休止。
- 2020年3月30日、コーナー途中で、志村けん死亡の速報が入ったためコーナーが中断し、再開しないまま終了。
- 2020年6月11日、バンドやろうぜボーカルオーディション 視聴者投票のため休止したがオーディションの進行は天の声だった。
- 2020年12月22日は、コーナー中に天の声のマイク音声にトラブルが発生し、急遽途中より天の声がスタジオに登場。その際にカメラが天の声がいる方に向いてしまい一瞬顔が映るシーンがあった（その直後に即座に原稿で顔を隠している）。以後終了までスタジオから放送した。これを受けて年末の総集編では急ごしらえの鎧が作られ、実際にその格好でスタジオに登場した。
- 2021年3月19日、天の声は、本来は出演しない日だが水卜アナと春菜の卒業関連の特集のため出演した。
- 2021年3月26日、水卜アナと春菜の卒業関連の特集のため、天の声が出演。いつもより時間を拡大し、9:06頃から10:06頃まで約1時間放送（後半は、「春菜の心残り」として、加藤のチャック事件を取り上げた）。
- 2021年4月7日、いつものクイズッスの前に、NiziUがスタジオに9人全員で初出演し、メンバーのMAYAが天の声を務め、NiziUの新曲情報を中心に放送した。
- 2021年5月28日、天の声ゴールドに卒業後初めて水卜が天の声を務めた。コーナー中盤には自身が担当する日本テレビ系の新キャンペーン「Good For the Planet ウィーク」の宣伝をした。
- 2021年7月23日、SHOW CASEのマンスリーMCを相方のこがけんが務めお世話になったとしておいでやす小田が天の声を勤めた。
- 2021年7月27日、東京オリンピック中継がクイズッスの時間に設定されていたため休止。
- 2021年8月26日、本番組でのアイヌ民族に対する不適切発言についての制作体制の検証を9:30から30分間放送したため休止。
- 2021年10月28日、コーナー中に地震が発生し、コーナーが一時中断した。
- 2022年1月4日、天の声が、出演していない前田裕二に対し、「前田さーん」と呼び掛けてしまうハプニングが起きた。
- 2022年2月8日・2月10日ともに北京オリンピック中継がクイズッスの時間に設定されていたため休止。
- 2022年5月13日には、かつて長らく放送されていた裏番組の元司会者が「天の声ゴールド」としてスッキリ初出演を果たした。
- 2022年7月28日、天の声が新型コロナウイルスに感染したため欠席し、天の声の相方のしずちゃんが代理で担当。
- 2022年8月25日、「24時間テレビ 愛は地球を救う45」の出演者として、水卜アナがスタジオにゲスト出演した。
- 2023年3月24日、司会の加藤浩次の相方の山本圭一（極楽とんぼ）の友人が天の声を務め、終盤にスタジオに山本が登場した。
- 2023年3月31日の番組最終回では「最後だから地上に顔を出す」と言ったが、実際にスタジオに現れたのは富田昌男（とみたまさお）と名乗る男性だった。天の声は、「僕は天の声という仕事しかしていない」とした。

#### がんばれ!長州くん
（2022年8月1日 - 8月26日）※同年10月以降はバゲット内で継続して放送。
長州力をキャラクター化したショートアニメーション。日本のとある場所にある小学校を舞台に、そこに通う小学生の主人公「長州くん」と、そのクラスメートたちのちょっと変テコな日常を描く。アニメーション制作は直前番組である『ZIP!』「あさアニメ」を手掛けたODDJOB。
登場人物
長州くん
声 - 長州力
和泉くん
声 - 関町知弘
長州くんの母親
声 - 西村知美
加藤くん
声 - 加藤浩次
森くん
声 - 森圭介
岩田さん
声 - 岩田絵里奈
スタッフ
- 監督 - 小泉佑太
- キャラクターデザイン - シャシャミン
- 制作 - ODDJOB
- 制作著作 - がんばれ!長州くん製作委員会

#### 最新ニュース （NNNニュース）
「NNNニュース」を参照
報道フロアから最新のニュースを伝える。『ルックルックこんにちは』→『レッツ!』→『ザ!情報ツウ』ニュースコーナーの流れを汲んでいる。
- 通常は10:08ごろよりCMを跨がずに放送するが、2021年8月26日のみ、前述のとおりクイズッスが放送休止となったため、10:00から途中本来のCM枠を挟んで放送した。

#### スッキリ 天気予報
- 気象予報士の松並健治（月〜水）、藤富郷（木・金）による全国の天気予報と天気や季節に関することを解説する。
- 全国版終了後すぐにローカル天気予報となるが、静岡第一テレビなど一部地域ではそのまま関東の天気が流されている（差し替えポイントはある）。
- 西日本放送は当初差し替えなくそのまま放送されていたがその後差し替えられている。
- 長崎国際テレビでは全国版をネットせず、長崎の天気と番組宣伝に差し替えている。
- 福岡放送でも2021年3月26日までは全国版をネットせず、ローカル番組『めんたいワイド』の予告と独自の天気予報を放送していたが、2021年3月29日からは全国版もネットしている。
- 読売テレビでは飛び降り後、自社制作のミニ番組『シノビーとおさんぽ』（月曜日から水曜日・番宣（読売テレビ制作のローカル番組や「24時間テレビ」のローカル枠、「ベストヒット歌謡祭」や「超プロ野球 ULTRA」といった全国ネットの番組、もしくは「木曜ドラマ」や「日曜ドラマ」の読売テレビ制作分、日本テレビが制作委員会に参加している映画の出演者に読売テレビの局キャラ「シノビー」が会いに行く映像）もしくは彼が関西各地に赴く映像や、彼のグッズ紹介が流れる）または番宣（木曜日・金曜日）を放送している。
- 2010年3月までは、関東地区で天気予報コーナーのスポンサーになっているアメリカンホーム・ダイレクトのマスコットキャラクター『アメリちゃん』が、コーナー冒頭に画面右上のテロップに出ていた（関東地区では『「アメリちゃんのスッキリ!! 天気予報」として放送した）。
- 2010年8月23日-25日は､岩谷が夏休みのため藤富が担当した。
- 2021年8月現在は司法書士法人中央事務所が冠スポンサーについている（2017年10月11日まではアディーレ法律事務所が冠スポンサーだったが、業務停止処分により12月までACジャパンに差し替え）。
- 2022年2月9日、岩田が欠席したためアシスタントを加藤が担当した。
- 2022年2月10日、岩田が欠席したためアシスタントを池田美優（みちょぱ）が担当した。
- 2022年2月11日、岩田が欠席したためアシスタントをナヲ（マキシマム ザ ホルモン）が担当した。
- 2022年8月8日、岩田が欠席したためアシスタントを森が担当した。

#### スッキリす今日の誕生月占い
（月 - 金、2009年3月30日 - 2011年12月23日）→（月 - 木、2011年12月26日 - 2014年2月27日 ）→（月 - 金、2014年3月3日 - ） 
- 星ひとみによる占いコーナー。2015年3月27日までは林ちづるが担当していた。誕生月（1月 - 12月）ごとの運勢をランキング形式で紹介する。『まぁまぁスッキリす』（11位 - 7位）、『スッキリす』（6位 - 2位）、『ガッカリす』（12位）、『超スッキリす』（1位）の順でスッキリアドバイスとラッキーカラーが紹介される。なお、林は、前番組から引き続き占いを担当している。音楽はウッディのラウンドアップを使用する場面が存在する。
- スッキリすのデザインは番組スタッフが担当 し、プロダクション I.G.がアニメーション制作を手がけている。
- 2014年3月まではアニメーションでランキングを紹介し、ナレーションは月・水曜は杉山裕子が、火・木・金曜は夕城千佳がそれぞれ担当していたが、2014年4月以降は杉野真実→岩本乃蒼→水卜麻美→岩田絵里奈による読み上げに変更されたと同時に、モニターによるランキング紹介へ変更された。杉野→岩本→水卜→岩田が他の出演者の誕生月を読み上げた後にその出演者が何らかのリアクションやコメントをして笑いを取る。
- 2012年1月から2014年2月までの金曜の占いコーナーは「魚ちゃん干支別辛口週末運勢ランキング」となったため、月 - 木曜の放送となったが、2014年3月からは月 - 金曜の放送に戻っている。
- 特別企画や内容が変更された場合は、画面上部にテロップで表示される場合がある。
- 2012年1月16日 - 1月20日は占いコーナーを休止し、『スッキリ!!×ALWAYS 三丁目の夕日'64』として、映画の出演者が懐かしの昭和ごはんについて語る企画を放送。
- 2022年2月9日・8月8日、岩田が欠席したため森が担当した。
- 2022年2月10日、岩田が欠席したため池田美優（みちょぱ）が担当した。
- 2022年2月11日、岩田が欠席したためナヲ（マキシマム ザ ホルモン）が担当した。

#### エンディング
今日の話題を振り返ったり、当日放送の番組宣伝などを行っている。最後に加藤が「スッキリはまた明日（来週）です（翌日が休みの時は「スッキリはまた明後日です」）（年内最後は「スッキリの年始は1月○日○曜日からです。皆さんよいお年をお迎えください」）」という挨拶でエンディングテーマのミュージックビデオに切り替わる。

#### 曜日ごとの企画

##### BUZZ-P
（月、2020年 -）担当：森圭介（日本テレビアナウンサー、 - 2021年3月22日）→杉原凜（日本テレビアナウンサー、2021年3月29日 - 2022年3月28日）→森圭介（日本テレビアナウンサー、2022年4月4日 - ）
気になる人物などを取り上げる。

##### WEニュース
（火、2011年4月5日 - ）担当:ウエンツ瑛士→関根麻里→マンスリーMC→ウエンツ瑛士
2011年3月まで放送されていた「関根麻里の週刊マリウッド」の内容を踏襲。ウエンツ瑛士が海外のエンタメ情報を紹介する。「WE」はウエンツ瑛士とWORLD ENTERTAINMENTそれぞれの頭文字をとったもの。海外の俳優やアーティストが登場して生出演し、生ライブを披露している（録画ライブの場合もある）。
2014年3月までは不定期で第2部において、「WEニュースプラス1」を放送する場合があった。
毎月1回、おネエ系映画コメンテーターのよしひろまさみちが、おすすめの映画を紹介する。
2019年8月27日から関根麻里が産休に入ったため、翌月から2020年3月までマンスリーMCがコーナーを担当した。
2020年4月7日、ウエンツ瑛士がMCに復帰。
2020年の秋ごろから、コーナーの後半で、音楽チャートを紹介するコーナーを開始。（Billboard Hot 100、Billboard JAPAN 洋楽ランキング、Spotify TOP200（洋楽）、週間USEN HIT J-POP/洋楽ランキングのどれか1つから上位TOP10と注目曲又はアーティストを紹介）
2022年5月31日、ウエンツ瑛士が体調不良で欠席したため、ナヲ（マキシマム ザ ホルモン）がMCを担当した。

##### ほっとコミック
（水、2022年4月6日 - ）
自分の好きなほっとするマンガについて語る。温泉施設などで収録したVTRで紹介する。

##### いわトピ
（火・水、2021年4月6日 -、不定期 ）担当：岩田絵里奈（日本テレビアナウンサー）
岩田が、気になるものを調査する。

##### どっちが売れたでSHOW!
（木、2020年頃 -、 不定期）担当：坂口孝則  解答者：加藤浩次、木曜コメンテーター
様々な企業の商品の中から、売れている商品はどちらかをAかBかの2択で当てるクイズコーナー。
2022年から岩田アナもVTRでの取材に参加。

##### SHOWCASE
（木、2021年4月1日 - 5月27日）→（水、2021年6月2日 - 9月29日）→（木、2021年10月7日 - ）担当：マンスリーMC（2021年4月：森内寛樹 → 2021年5月：清塚信也 → 2021年6月：山之内すず→ 2021年7月：こがけん→2021年8月：コーナーの放送がないため、担当なし→2021年9月：もう中学生→2021年10月:川谷絵音→2021年11月：丸山礼→2021年12月：セントチヒロ・チッチ、モモコグミ・カンパニー（BiSH)→2022年1月：ウルフ・アロン→2022年2月：清塚信也（2回目）→2022年3月：SUZUKA（新しい学校のリーダーズ）→2022年4月：小野あつこ（「おかあさんといっしょ」第21代うたのおねえさん）→2022年5月：佐久間一行→2022年6月：増子直純（怒髪天）→2022年7月：高木菜那→2022年8月：岡崎体育→2022年9月：清塚信也（3回目）→2022年10月：RIEHATA→2022年11月：濱津隆之→2022年12月：青山テルマ→2023年1月：LEO（ALI）→2023年2月：フワちゃん→2023年3月：清塚信也（4回目））　　
様々なエンターテイメント情報を伝える。アーティストがゲスト出演したときは、生ライブとトークも行う。
2021年8月26日は、アイヌ民族に対する不適切発言について、番組内で制作体制の検証を取り上げて9:30から30分間放送したため、コーナーを休止した。

##### 岩田絵里奈の外回り行ってきました
（金、2022年3月29日 - ）担当：岩田絵里奈（日本テレビアナウンサー）
岩田が、外に出てインタビューするコーナー。

##### 金曜トークショー わたしの推しごと
（金、2022年4月1日 - ）
自分の好きなことについて語る。

### 日曜ドラマ「真犯人フラグ」の考察
（金、2021年10月 - 2022年3月14日）出演：阿部祐二、佐久間宣行 ほか
先週分の放送をVTRで振り返り、今週の放送を考察する。
2022年3月11日は、ゲストに西島秀俊が出演し、岩田を除く出演者全員がそれぞれの考えで犯人が誰かを発表した。最終回が、3月13日のため翌日3月14日に答え合わせが行われた。

### 現在不定期で放送されているコーナー

#### 特別企画
- かつて「スッキリエンタメ略してスッタメ」のコーナーで放送された、お笑い芸人のネタを見せる「ネッタメ」が祝日などに不定期で放送されることがある。
- 被災地に歌を届けたい…スタジオ生ライブ→復興応援生ライブ（2011年3月28日 - ）
- アーティストが、歌または楽器演奏のスタジオ生ライブを行う。
- 出演：AI、小林香織（「おにゅーッス」にて）、葉加瀬太郎、大友康平、ナオト・インティライミ、キマグレン、MR. BIG、ポール・ポッツ、徳永英明
- 東日本大震災 スッキリ!!が見つめた1年半（2012年9月10日 -）震災後から現在までの様子などを紹介する。

#### 井上公造のワケあり芸能界!→公造スポーツ
（火、2007年1月30日 - 3月27日）→井上公造の芸能界おもしろ一週間!（火、2007年4月3日 - 2008年11月、BGMと内容はほとんど変わらず、タイトルのみ変わった）→井上公造のおもしろ芸能界（水（初回は木）、2008年12月 - 2010年9月、内容はほとんど変わらず、BGMとタイトルが変わり、2009年から不定期放送）→（火または水 2010年10月19日 - 不定期放送）
- 井上公造が芸能ニュースの裏ネタを紹介。井上は、2009年4月から『情報ライブ ミヤネ屋』月曜日の芸能情報コーナーも担当している。
- 2010年10月19日、23年ぶりに火曜日の放送となった。

#### スッキリ!!商品開発部
（木、2009年4月2日 - 2014年3月27日）→（水、2014年4月2日 - ）担当：藤田大介・上田まりえ
商品開発によって日本を元気にしようというコンセプトで、企業とコラボレーションをし、様々な商品を開発する。
- 2013年2月13日から始動した「スッキリ!! 新キャラクター開発プロジェクト」では、キングコングの西野亮廣とのコラボにより、2013年4月から番組のキャラクターを新しくする予定だったが、西野が「スッキリす今日の誕生月占い」のキャラクター・スッキリすを変えることを思いついた。しかし、「スッキリすを替えないでほしい」という視聴者からの意見が回を追うごとに多く寄せられたため、視聴者からリスのデザインを募集し、出演者が厳選した18点と西野のデザイン、さらにスッキリすを含めた計20点のデザインの中から番組公式サイトで視聴者からの投票を受け付けることとなった（スッキリす以外は作者名を伏せた状態で番組公式サイトに掲載）。その結果、総投票数44404票のうち、11141票を集めたスッキリすが1位となった（西野のデザインは3325票で第5位）。なお、視聴者のデザインで最上位の第2位となったキャラクターデザインは、スッキリ!!商品開発部の新キャラクターに採用された。
- 2013年10月24日からはヒャダインが自らの持ち込み企画として、アラサー世代の男性アナウンサーの森圭介、藤田大介、青木源太の3人が歌うドキュメンタリーソングをプロデュースする企画が放送されている。番組の放送が進む中で3人のユニットは「アナサー男子三人衆」と命名され、7月23日に「俺たちの理不尽（プライド）」でCDデビューすることが発表された。

| 開発した商品 | 開発した商品                                                                     | 開発した商品                                         |
| 回数         | 商品名                                                                           | 共同開発した企業                                     |
| ------------ | -------------------------------------------------------------------------------- | ---------------------------------------------------- |
| 第1弾        | 辛テリーヤキバーガー、激辛テリーヤキバーガー                                     | モスバーガー                                         |
| 第2弾        | テリピタ                                                                         | チェッカーサポート                                   |
| 第3弾        | スッキリ!!ツアー in 北海道                                                       | 旅行計画株式会社                                     |
| 第4弾        | スッキリ!!ロングカーディガン                                                     | ユニクロ                                             |
| 第5弾        | PSP用ソフト『みんなのスッキリ』特別版『スッキリ!パイ投げ』                       | ソニー・コンピュータエンタテインメント               |
| 第6弾        | ∞ところてん                                                                      | バンダイ                                             |
| 第7弾        | スッキリ!!チゲ・つるつるキレイの赤、元気もりもりの黒                             | ガスト                                               |
| 第8弾        | スッキリ!!ツアー in 沖縄『オネエプレゼンツ・身も心も癒してちょーだい沖縄ツアー』 | 旅行計画株式会社                                     |
| 第9弾        | 恋うた90'S～ひとりで聴きたい恋の歌～                                             | エイベックス                                         |
| 第10弾       | 3度味が変わる魔法のスッキリ!!ビーフシチューラー麺                                | 麺屋武蔵                                             |
| 第11弾       | ざくざくラー油バーガー、ざくざくラー油チーズバーガー                             | モスバーガー                                         |
| 第12弾       | スッキリ!!お好み焼き寿司、スッキリ!!なすカレー寿司                               | あきんどスシロー                                     |
| 第13弾       | 手ぶらでスッキリ!! ミリタリーコート                                              | セシルマクビー                                       |
| 第14弾       | うまいもん ひとりじめ弁当                                                        | 千葉県畜産協会・宮崎県・日本レストランエンタプライズ |
| 第15弾       | 『冬ギフト』スイーツ・MoRuMe                                                     | イオン                                               |
| 第16弾       | カップラーメン『ビーフシチューら～麺』                                           | 麺屋武蔵・とかち麺工房                               |
| 第17弾       | 『脱出ゲームDERO!』ソーシャルゲーム                                              | モバゲータウン                                       |
| 第18弾       | もんじゃ焼きハンバーグ                                                           | ステーキのけん                                       |
| 第19弾       | フリーピース                                                                     | マークスタイラー・おしゃP                            |
| 第20弾       | ピリ辛フルーツ味噌チキンバーガー                                                 | モスバーガー                                         |
| 第21弾       | ルタオッス! ひんやりバナナマングー                                               | ルタオ                                               |
| 第22弾       | 冷やし汐からめそば、あぶりチャーシューチーズごはん                               | 汐留らーめん                                         |
| 第23弾       | スッキリ!! マルチストール                                                        | ZOZOTOWN                                             |
| 第24弾       | 着せかえメガネ「チェンジ」                                                       | JINS                                                 |
| 第25弾       | スッキリ!! マルチコート                                                          | セシルマクビー                                       |
| 第26弾       | カイロイン ポカポカおやすみWソックス                                             | マツモトキヨシ                                       |
| 第27弾       | マジ デ ラムール 恋の♥魔法                                                       | ルタオ                                               |
| 第28弾       | 東京スカイツリー弁当                                                             | 東武鉄道                                             |
| 第29弾       | 13種類の野菜の恵み ぜいたくキーマWカレー                                         | CoCo壱番屋                                           |
| 第30弾       | 塩糀バーガー 雅                                                                  | モスバーガー                                         |
| 第31弾       | 魔法の新食感! 銀座千疋屋のフルーツアイスサンド                                   | イオン                                               |
| 番外編       | テリー伊藤 精神注入棒                                                            | -                                                    |
| 第32弾       | 宝探しアドベンチャー 謎解きバトルTORE! 魔宮攻略GAME                              | バンダイ                                             |
| 第33弾       | からだスッキリ!! 豆乳鶏ごまうどん                                                | はなまるうどん                                       |
| 第34弾       | 粉雪チーズのカタラーナ                                                           | レインズインターナショナル・花畑牧場                 |
| 第35弾       | 多機能ニットソーコート                                                           | セシルマクビー・集英社                               |
| 第36弾       | サマンサエフィー                                                                 | サマンサタバサ                                       |
| 第37弾       | まんぷくスープ弁当                                                               | イオン                                               |
| 第38弾       | 恋のタネ                                                                         | 亀田製菓                                             |
| 第39弾       | 朝スッキリ!! 豆乳レーズンパン、朝スッキリ!! 塩キャラメルパン                     | みちぱん                                             |
| 第40弾       | 夏スッキリ!! ハンバーグ定食                                                      | 大戸屋ホールディングス                               |
| 第41弾       | スッキリ!! カップ イタリアーノ&ジャポーネ                                        | とかち麺工房                                         |
| 第42弾       | ホットポット                                                                     | Francfranc                                           |

#### スッキリ!!こども相談室
- 夏休みなど学校の長期休暇に放送される特別企画。子供達の素朴な疑問に本番組メンバーが答える。最後に質問内容に関する専門家が疑問に答える。
- 2010年は8月23日 - 8月27日に放送され、2011年は8月29日 - 8月31日に放送された。2011年春休みにも相談の募集をしていたが、東日本大震災のため放送されなかった。

#### 気になるウワサ教えて!トークッス
（金、2009年4月3日 - 2011年12月23日）→（2012年から不定期）コーナー進行：葉山エレーヌ→森圭介（日本テレビアナウンサー）担当：葉山エレーヌ、加藤浩次、テリー伊藤
- ゲストが気になるものを紹介して（視聴者プレゼントあり）、番組HPに寄せられた質問をもとにトークをする。2012年6月13日からコーナーの進行が葉山エレーヌから森圭介（日本テレビアナウンサー）に変更になった。後半は、東京・大久保の韓国料理店の魚ちゃんが、ゲストのことを占う「魚ちゃんの辛口占い」がある（占いコーナーは、時間の都合で放送されない場合もある）。また、金曜日以外の曜日でも不定期で「トークッス特別版」を放送する事がある。
- 2011年1月7日に藤原紀香がゲストで出演した際、金曜日コメンテーターのはるな愛が友人として途中から参加した。
- 2011年1月28日に二宮和也（嵐）、松山ケンイチがゲストで出演した際、はるな愛が「2人ともにイケメンで、格好いい」ということで、ゲスト紹介の後から最後まで参加した。
- 2011年5月12日（木曜日）、5月13日（金曜日）の2日間連続で放送された。そのため、木曜日は、「おにゅーッス」、金曜日は、「はるみキッチン」が休止。
- 2011年6月3日に向井理がゲストで出演した際、はるな愛がゲスト紹介の後から最後まで参加した。

| トークッス特別版の放送日・ゲスト | トークッス特別版の放送日・ゲスト | トークッス特別版の放送日・ゲスト |
| 放送日                           | 放送曜日                         | ゲスト                           |
| -------------------------------- | -------------------------------- | -------------------------------- |
| 2011年1月17日                    | 月曜日                           | 笑い飯                           |
| 2011年2月1日                     | 火曜日                           | 船越英一郎                       |
| 2011年8月1日                     | 月曜日                           | ピース                           |
| 2011年12月21日                   | 水曜日                           | 瑛太 中井貴一                    |

#### スッキリ動画ッス
（2013年4月22日 - ）担当:青木源太（日本テレビアナウンサー）
- 国内外の面白動画を紹介する。

## 過去のコーナー

### 2007年1月26日まで

#### 加藤・テリー・阿部の行っちゃいますか!
（2006年9月1日、9月7日）
加藤浩次、テリー伊藤、阿部哲子の3人がテリー伊藤おすすめの鎌倉スポットに行き、紹介する。

#### スッキリUP
（月 - 金、2006年9月4日 - 2007年1月26日）
- 最新の情報や出来事からUP TO DATEなことを紹介する。
- 9月6日、9月7日は、秋篠宮妃紀子出産関連のため休止。

#### スッキリ@ガーデン
（月 - 金、2006年9月4日 - 2007年1月26日）担当：尾上綾華、関根麻里、宮崎瑠依、枦山南美、田代さやか、竹中三佳、水道橋博士、日本テレビ報道局経済部
- - （月）おいしい@ガーデン（おいしい食べ物の情報を紹介）
  - （火）きれい@ガーデン（ファッションなどきれいに関する情報を紹介）
  - （水）音@ガーデン（音楽やアーティストに関する情報を紹介）
  - （木）人@ガーデン（話題の人物を紹介）
  - （金）アソブ@ガーデン（レジャーなど遊びに関する情報を紹介）

#### スッキリクリップ
（月 - 金、2006年9月4日 - 2007年1月26日）
ニュース、芸能情報、注目の出来事（コメンテーターの注目、芸能レポーターの注目）を紹介する。「スッキリ!!NEWS」と同じく紹介した内容は、ボードで表示される（「スッキリ!!NEWS」、「スッキリ!!マガジン」の2コーナーが1つになったが、新聞記事は毎回紹介ではない）。

#### その他
- スッキリ!!注目記事（月～金、オープニングのコーナー、2006年6月 - 2007年1月）
- スタァ★預金通帳（金、2006年4月7日 - 5月12日）
- 勝負レストラン研究所-LABORATORY OF RESTRAURANT,NEVER FAILED-（月、2006年4月20日 - 5月15日）

所長：入江雅人、研究員女性3人（2006年4月6日・13日）→所長（入江雅人）とゲスト（2006年4月20日・27日）→挑戦者とターゲット、心理ナビゲーター：阿雅佐（2006年5月1日 - 15日）
- 主婦の初体験（2006年4月7日 - 5月16日）
- 奥さまの課外授業（火、2006年5月23日 - ）
- 汐留婦人科クリニック（木）担当：沢えりか
- スッキリ!!NEWS（月 - 金、2006年7月 - 8月）
- スッキリ!!マガジン（月～金、- 2006年8月）月～水：井上公造（代理：藤井恒久アナウンサー2006年6月19日 - 21日）、木・金：城下尊之

新聞記事から芸能などの情報紹介や、スッキリ!!生電話など
- 別冊スッキリ!!マガジン（木、2006年5月25日）

海外特派委員による取材の海外の様々な出来事を紹介。
- スッキリサーチ（月、2006年5月29日 - ）
- ナニソレ!?（火）
- 運命セラピー（水） 根本寛（筆跡鑑定士）、アフィ（顔相ミューズ）、黒門（風水師）、木下多恵子（手相・大泉の母）（2006年4月 - 8月）

### 2007年1月29日以降
- スッキリフライデー→スッキリ日本改造計画（金、2007年4月6日 - ）→スッキリ模擬裁判（ - 2007年8月17日）

#### スッキリ!!1分劇場
- - 『朝のたそがれ』（2007年7月2日 - 9月22日）

映画『めがね』とのコラボレーション企画。映画に出演している小林聡美やもたいまさこらが日替わりで出演。このコーナーのみ第2日本テレビで配信中。
  - 『スッキリ!!クロラ』（2008年7月14日 - 8月1日）

映画『スカイ・クロラ The Sky Crawlers』とのコラボレーション企画。加藤・テリー・葉山が出演のアニメで、最後には今日の一言を紹介。（スカイ・クロラ BDコレクターズ・エディション特典DVD3に全話収録）
  - 「20世紀の少年たち」（2008年8月4日～8月29日）

映画『20世紀少年 第1章』の出演者たちが、自分の青春時代を語る。
  - 『スザンヌ×セザンヌ主義』（2008年12月22日 - 12月26日）

横浜美術館で開催の展覧会『セザンヌ主義』とのコラボ企画。スザンヌが毎日1つの名画のクイズに答える。
  - 『20世紀少年からの贈りもの』（2009年1月26日 - 1月30日〔第2章〕、2009年8月24日 - 8月28日〔最終章〕）

映画『20世紀少年 -第2章- 最後の希望』『20世紀少年 -最終章- ぼくらの旗』の出演者たちが、映画にまつわる貴重なアイテムをプレゼントする。
  - 『おっぱいバレーの贈り物』（2009年4月13日 - 4月17日）

映画『おっぱいバレー』とのコラボ企画。主演の綾瀬はるかが映画にまつわるアイテムを紹介して語り、最後に「公開まであと○日です。お楽しみに。」と言う。紹介されたアイテムは、視聴者プレゼントとなる。
  - 『スザンヌのルーヴル展』（2009年5月11日 - 5月15日）

国立西洋美術館で開催の展覧会『ルーヴル美術館展』とのコラボレーション企画。広報大使のスザンヌが毎日とっておきの名画を1枚紹介。視聴者へのプレゼントもある。
  - 『ごくせん THE MOVIE プレゼントカウントダウン』（2009年7月6日 - 7月10日）

映画『ごくせん THE MOVIE』とのコラボレーション企画。出演者たちが映画にまつわる見どころなどを語り、視聴者にアイテムをプレゼントする。最後に「公開まであと○日」と言う。

#### 家財スッキリ!!相談所
（隔週木、2006年9月14日 - ）イジリー岡田（所長）、森圭介（日本テレビアナウンサー）、わだまゆこ（隊長）、戸嶋功基（リサイクルの達人）、スッキリ!!引っ越し隊（荷物を運ぶ）
家の中の家財道具全てを外へ出して、いらないものをリサイクルまたは処分する。

#### 占いコーナー

##### きょうの占い スッキリ!!★BOX
（ - 2009年3月27日）
- 林ちづるによる占いコーナー。画面に出てくる赤・青・黄・白の4つのボックスの中から一つを選び、CM明け後、選んだボックスに応じ、『超スッキリ!!』・『スッキリ!!』・『まあまあスッキリ!!』・『ガッカリ…』の4段階の結果とともにスッキリアドバイス・スッキリアイテムが発表される（まず『スッキリ!!』と『まあまあスッキリ!!』の2つ、その後『ガッカリ…』、『超スッキリ!!』の順に発表）。レギュラーコメンテーターと大竹（葉山が加わることもあった）も CM前にそれぞれボックスを選び、結果を見て一喜一憂している。時間の都合で休止することもある。
  - ホタルノヒカリジャージ占い（水、2007年7月11日 - 9月12日）
  - オー!マイ・ガール!!ヴァージョン（火、2008年10月14日 - 12月9日）

上記ドラマの放送期間中、ドラマバージョンで放送された。

##### 魚ちゃん干支別辛口週末運勢ランキング
（金、2012年1月6日 - 2014年2月28日）
- 東京・大久保の韓国料理店の魚ちゃんによる占いコーナー。金・土・日曜の運勢を干支別にランキング形式で紹介する他、レギュラー出演者や有名人の金・土・日曜の運勢を干支別に占う。なお、魚ちゃんは「トークッス」の『魚ちゃんの辛口占い』から担当している。

#### グッチ裕三のとなりのマンマミーア
（火、2006年9月5日 - 2008年9月30日）
グッチ裕三が、日本全国あらゆる所に旅して、地元の人たちと触れながら食材を探し、料理を作る。または、芸能人のところ（コンサート会場、楽屋など）へ出張して料理を作る。

#### 振り返りのオープニング
（2007年7月23日 - 2008年9月ごろ）
オープニングでテーマ曲とともに前日（前週）放送のダイジェストを放送。放送内容を振り返り、後日談を紹介する。出演者の発言もピックアップして。その後、当日のラインナップ→スタジオオープニングの順番に放送していた。2008年9月28日からは、トップニュースの後、スタジオオープニングの順番となった（日によっては、オープニング曲を割愛する場合もあり）。

#### スッキリエンタメ略してスッタメ
（2007年1月29日 - 2008年10月31日） 担当：延友陽子（日本テレビアナウンサー）、テーマ曲：スティーヴィー・ワンダー（ - 2007年8月21日）→松下奈緒（2007年8月22日 - 9月）、スティーヴィー・ワンダー（松下奈緒と交互に不定期→2007年10月 - 12月）→平原綾香（2007年12月 - 12月下旬）→スティービー・ワンダー（2007年12月末 - 2008年1月中旬）→F-BLOOD（2008年1月中旬 - 2008年10月31日）
- スッタ目（2007年2月1日 - 、注目のアーティストにインタビューする）
- スッキリニューフェイス略してスーフェイス（2007年2月7日 - 、注目の新人アーティストを紹介）
- スッタメ人物ファイル（2007年3月1日 - ）
- スッタメプレイバック
- スッタメスクリーン略してスックリーン（注目の映画情報を紹介）
- ウタスッタメ略してウッタメ
- ネタ見せスッタメ略してネッタメ（注目のお笑い芸人がネタを見せる）
- スッタメコマーシャル略してスッコマ
- 以前は井上公造や城下尊之が芸能情報の解説者として毎日出演していたが、その後は重要な話題の時のみ解説者として出演している。
- 芸能関係のニュースは『大竹真のNEWSッス』の中で紹介している。

#### スッキリPickUp きょうの押さえドコ!
- （2008年1月29日 - 10月31日） 担当：山岡三子
  - 世界のおさえどこ（2007年3月12日 - ）

#### きょうの生電話ッス
（2009年3月30日・4月1日）
話題の人とテレビ電話などを使い、直接生電話をする（3月30日と4月1日の2回のみで、以降はゲスト紹介やエンタメまるごとクイズッスのためコーナーは自然消滅）。

#### 住活のススメ!
（金、2009年8月21日 - 2009年9月）
SUUMO（リクルート）とコラボレーションした住宅情報のコーナー。
- 調査せよ!スッキリ!!特命一係（火、2008年10月14日 - ）担当：森圭介（日本テレビアナウンサー、- 2009年3月24日）→菅谷大介（日本テレビアナウンサー、2009年3月31日 - 9月8日）

『きょうの特集』の火曜日版のようなもの。気になる疑問をスッキリ解決させる。

#### スッキリす今日の誕生月占い
- 曲げられない女ヴァージョン（水、2010年1月13日 - 3月17日）
- ホタルノヒカリ2ヴァージョン（水、2010年7月7日 - 9月15日）
ドラマとのコラボレーションによるスペシャルヴァージョン。

#### スッキリナビ
（月・火、2007年1月29日 - 2010年9月7日）担当:宮崎瑠依、報道局経済部担当者、関根麻里、竹中三佳、尾上綾華、来栖けい（以上、- 2008年10月28日）→延友陽子（2008年11月10日 - 2010年9月7日）
- 関根麻里の東京ミニ散歩
- 話題の○○のぞき見たい!
- 来栖けいの三つ星グルメ など

#### ご当地グルメ選手権
（2010年11月1日 - 11月5日）
同局制作の情報番組で展開するシリーズ『食卓しあわせ1週間』の一環として、5つの県で各地の名産物や知られざる食材を使用して新しいご当地グルメを開発。メニュー開発の過程から完成までを密着した。そして、11月6日の特別番組でNo1を決定する（特別番組は、通常本番組をネットしていない山梨放送、福井放送並びに当時非ネットの北日本放送、四国放送、高知放送でも放送された）。

#### 大竹真のNEWSッス
（2008年11月3日 - 2011年3月11日）
- 芸能、スポーツなど様々なニュースを紹介する（事件・事故・政治といった硬派のニュースは、主にこのコーナーで紹介する）。
- 2009年3月30日からコーナータイトル表示の後、月間エンディングテーマソングが流れて（テロップでタイトルとアーティスト名表示）からコーナーが始まっている。コーナー途中でも流れる。
- 2009年5月1日からは、ソフトバンクモバイルが主催する「S-1バトル」の月間チャンピオンを毎月1日に発表し、チャンピオンとなったお笑い芸人がスタジオに生出演する。また毎月1日のみ「NEWSッス」終了後にコーナーのスポンサーであるソフトバンクモバイルのCMが放送される。
- 2010年5月ごろから気になる話題を詳しく紹介する『ココが気になる!』が始まった。
- 2010年9月13日 - 17日は大竹が夏休みのため、青木源太が代理で担当。
- 2011年3月11日午後に発生した東日本大震災以降、被災地取材中の不適切な発言により、大竹が番組出演を一時自粛したこともあり（詳細は大竹真の記事を参照）、3月11日が最後の放送となった。震災報道後は後継の「とれたて!丸ごとニュース」開始までフラッシュニュースを放送。

##### WORLD NEWSッス
世界の様々なニュースを紹介する。世界のおさえどことほぼ内容が同じ。

#### デトックス・スポーツ→デトックス・スポーツハイパー
担当：藤田大介（日本テレビアナウンサー）、タイトルコール：リック・フレアー、輪島功一、蝶野正洋、アントニオ猪木、高山善廣、泉田純至、永源遙、ドリー・ファンク・ジュニア ほか
- 2007年8月24日 - 2010年1月22日は「デトックス・スポーツ」で、、2010年1月29日 - 9月3日は「デトックス・スポーツハイパー」に改題したが、後に『スッキリ!!ハウジング』開始に伴い不定期コーナーとなった。
- 鉄道好きの藤田が担当のため、プラレールの紹介をしてからスポーツのいろんな情報を伝える（フリップ中心だったが、現在はほとんどVTR）。ゲストが登場する場合もある。テリー&加藤の今週のコレ!として、それぞれが選んだスポーツ情報を伝えていたこともあった。藤田のテンションが高くて、初めて見たゲストはビックリすることがある。
- コーナーのオープニングにおいては、通常は当日の内容が流れるが、藤田が「プラレール博」に赴き、番組オリジナルプラレールを「プラレール博」のレイアウト上を強引に走行させるシーンが放送されることがある。
- 2010年1月29日から「デトックススポーツハイパー」と改名・リニューアル（プラレールの紹介は変わらず）し、スポーツだけでなく芸能・政治など幅広いジャンルの情報をVTRで伝える。
- 2010年11月1日に約2ヶ月ぶりに放送。曜日が月曜日になり、藤田大介の代理で青木源太が担当した。金曜日に放送されていた時と同様に9:30からなので、飛び降り局では放送なし。
- 2011年3月30日は約4ヶ月ぶりに放送。担当を置かない上でプラレールの紹介を省略して、スポーツ選手の東日本大震災における支援活動を紹介した。9:45から放送したため、飛び降り局では放送なし。

#### 関根麻里の週刊マリウッド
（水、2008年3月 - 2011年3月30日）
- 海外の俳優やアーティストが登場して生出演し、生ライブをすることもある。生出演前週の予告ならびに当日の登場前に「ほぼ生出演」「ほぼ生歌披露」と告知していた。

2010年12月8日は、市川海老蔵緊急記者会見、暴行事件についてを特集したため9:30から放送となり、飛び降り局では放送なし。
2010年12月15日は、コーナーに登場した海外アーティスト（総集編）と2011年期待の海外アーティストを特集した。
関根が2011年4月より前座番組『ZIP!』の総合司会を務めることとなったため、2011年3月30日を以って終了。同年4月5日からは前述の「WEニュース」に引き継がれた。

#### 話題先取り 情報誌早読みチェック
（水、2009年4月1日 - 2010年9月8日）→（火、2010年9月14日 - 2010年10月19日）→（月、2010年10月25日 - 2011年4月18日）担当：青木源太（日本テレビアナウンサー）
- 青木源太は、オリジナルのエプロンを着用して、早読み書店店長の設定で進行する。
- 最新の人気情報誌の気になる内容をチェックする。
- 『情報のっかりチェック』では、気になる情報誌に載っているのを頼りに調査する。
- 2010年9月8日にTokyo Walkerと本番組のコラボレーション企画で、阿部祐二が早読み書店オーナーとして出演。
- 2011年1月17日は、『トークッス特別版』を放送したため9:30からとなり、エンタメ企画は休止。
- 2010年9月14日より放送曜日・時間が移動したため、飛び降り局でも放送されるようになったが、2011年4月18日の本コーナー最終回は、9:30から放送したため、飛び降り局では放送なし。

#### 流行の謎を解き明かせ!ランキング探偵
（水、2010年9月15日 - ）→（不定期放送）担当：上田まりえ（日本テレビアナウンサー）
- あらゆるランキングを通じて流行の謎を探る。
- 2010年11月17日放送で、スタジオにモモンガが登場、葉山エレーヌの服の中に入り込むハプニングが発生して大慌てになった。その後の「クイズッス」でテリー伊藤が、「YouTubeに載るんじゃないか?」と言っていたが、実際にYouTubeにその時の動画がアップロードされている。
- 2010年12月8日は、市川海老蔵緊急記者会見、暴行事件について特集したため『週刊マリウッド』が9:30から放送となり、コーナー休止。
- 2011年1月5日は、『ランキング探偵×ラーメン刑事』というコラボレーション企画を放送。
- 2011年4月以降はきょうの特集が放送されることが多くなっているため、事実上不定期放送となった後に自然消滅した。

#### ロンドン五輪 スッキリ!!応援団ッス
（金、2012年1月6日 - 2012年7月20日）担当：山本紘之（日本テレビアナウンサー）
- ロンドンオリンピックに出場する選手や、ロンドン五輪代表候補に密着し、インタビューなどを行う。また選手が好きな芸能人からのビデオレターを本人に見せる。
- 2012年2月17日・4月13日はコーナー休止。
- 2012年6月29日からは前述の通り『おしゃれコンシェルジュ』と時間を交換したため、飛び降り局では放送なし。
- 2012年7月27日は、テリー伊藤の日本人選手のメダル獲得予想を放送。
- 2012年8月30日は、日本時間の今日未明に開幕したロンドンパラリンピックの注目選手を取材した「ロンドンパラリンピック スッキリ!!応援団ッス」を放送。
- 2012年9月3日からロンドンパラリンピック開催期間中（閉幕の翌日、9月10日まで）毎日放送。

- ロンドンオリンピック開幕直前 平成のメダル獲得すべて見せます。（2012年7月23日 -7月28日）担当：森圭介（日本テレビアナウンサー）

1992年のバルセロナオリンピック、1996年のアトランタオリンピック、2000年のシドニーオリンピック、2004年のアテネオリンピック、2008年の北京オリンピックで、日本代表選手の銅・銀・金それぞれのメダル獲得シーン、名場面を紹介。また、メダル獲得していない競技の名場面も紹介。

#### 『スッキリ!!×映画ひみつのアッコちゃん』〜テクマクマヤコン テクマクマヤコン ステキなOLにな～れ!〜
（2012年8月20日 - 8月31日）
- 2012年9月1日公開の映画『ひみつのアッコちゃん』公開を記念して放送された短編Flashアニメ。アニメーション製作は前枠『ZIP!』のコーナーである「おはよう忍者隊ガッチャマン」と同様にODDJOBが担当しており、石田エレーヌと阿部祐二も声優として出演した。

#### おにゅーッス!
（木、2010年9月16日 - 2010年10月21日）→（火、2010年10月26日 - 2011年3月29日）→（木、2011年4月7日 - ）担当：葉山エレーヌ→上田まりえ（日本テレビアナウンサー）
- 上田まりえが注目の新商品や話題の人物を紹介する。
- 「スッキリハウジング」拡大のため自然消滅。

#### とれたて!丸ごとニュース
（2011年7月18日 - 2012年9月28日）担当:月 - 木・森圭介（日本テレビアナウンサー）、金・青木源太（日本テレビアナウンサー）
- 「大竹真のNEWSッス」同様、芸能、スポーツなど様々なニュースを紹介する（事件・事故・政治といった硬派のニュースは、主にこのコーナーで紹介する）。「とれ丸」の略称で呼ばれ、テロップでは、TOREMARU NEWSと表示されている。「とれ丸」開始前はフラッシュニュース を放送。2012年10月からは「9時ッス!!」に継承。

#### はるみキッチン
（木、2009年4月2日 - 2010年9月9日）→（金、2010年9月17日 - 2011年12月23日）→（月、2012年1月9日 - ）→（水、2012年8月29日）→（月、2012年9月3日 - 2012年10月1日）担当：照英（VTR出演）
- 料理研究家の栗原はるみが、様々な料理を作る。
- VTRの後、スタジオで出演者全員が食べる形となる。
- 毎月最終週はスペシャル版としてケンタロウが登場し、二人が同じ食材を使って、それぞれ異なる料理を作る（月末のスペシャル版のみ、照英は登場しない）。
- コーナー自体は終了したが、一部地域では「はるみキッチン」が単独の番組としての放送があり、4つの料理を紹介したVTRのみの25分の番組が番組販売の形で放送されている。

- テレビ岩手：金曜11:00 - 11:25
- 山形放送：金曜10:30 - 10:55

- 2010年9月9日に過去の放送で人気のあった和の定番料理の映像を収録した『はるみキッチンDVD-BOX』を発売。オリジナルエプロン、レシピカード付。
- 2010年9月17日より放送曜日・時間が移動したため、これまで放送されていた飛び降り局では放送がなくなった。ただし、番組で紹介したレシピは公式サイトで閲覧できる。
- 2011年4月29日は開始3周年ということで、栗原はるみとケンタロウに加えて、加藤浩次とテリー伊藤が特別出演した。
- 2011年5月13日、6月10日、11月11日は「トークッス」が放送されたため休止。
- 2011年8月は4週に渡って沖縄スペシャルを放送。
- 2011年12月は4週に渡ってクリスマススペシャルを放送。
- 2012年7月最終週と8月第1週はロンドンオリンピック特別編成のため、8月1日と8月7日にそれぞれ放送。
- 2012年10月1日のコーナー最終回には、栗原はるみと照英が生出演し、コーナー終了の挨拶をした上でコーナーを締めた。

#### 気になる情報徹底リサーチ! Yo!チェック
（月、2011年5月2日 - 2011年12月26日）→（水、2012年1月11日 - 2012年11月28日）担当：青木源太（日本テレビアナウンサー）
- 青木が、インターネットや街角など、あらゆるところから気になる情報を徹底調査する。当初はチェックのスーツを着用してチェックマン青木を名乗っていたが、末期はチェックのスーツを着用していなかった。
- 2011年6月27日は山崎静代のロンドンオリンピックへの道を放送したため休止となり、2011年6月29日に放送。
- 末期はスイーツ中心の企画になってきたため、「うまいッス!!」へ移行。

#### 阿部祐二のソチ五輪スッキリ!!応援団ッス
（金、2013年12月13日 -）担当：阿部祐二（応援団長）
阿部が毎回、ソチ五輪に出場または出場予定の選手を紹介する。

#### 加藤・テリーのスッキリ!!スポーツ
（2012年11月12日 - ）
- 加藤とテリーがスポーツ紙の中から注目記事をピックアップして紹介する。

#### ドン小西の芸能界ピリ辛おしゃれコンシェルジュ→ドーンとウォーキング
（火、2009年3月31日 - 2011年12月27日）→（金、2012年1月6日 - 2015年3月20日）担当：青木源太（日本テレビアナウンサー）・ドン小西
ドン小西が、イベントや会見に登場した芸能人のファッションをチェックして、1つ星ドン - 5つ星ドンまでで評価する。
- 『一歩先行くおしゃれだドン』では、ファッションのポイントやアドバイスを解説する。
- 『出張!おしゃれコンシェルジュ』では、ドン小西がイベントやタレントの楽屋または街中に出張して、ファッションの評価やコーディネイトをする。

#### スッキリ特報部 それが知りたい!!
（2007年1月29日 - 2015年3月27日、いずれも不定期放送）
- 阿部祐二 THE DEPTH、阿部祐二 THE REAL（阿部祐二が、事件の真相に迫る）
- 川柳特集（様々な川柳（サラリーマン川柳、ブラ川柳、恐妻家芸能人の川柳など）を紹介する）
- モンスター特集（ モンスターこと「非常識な人物」を取り上げる。）
- 加藤・テリーのイラストを描いてもらおう（2008年3月14日 - ）
- 世界の衝撃映像大放出（担当なし）→スッキリ!!衝撃ニュースSP（2012年2月29日 - ）
- 大食い女王菅原初代のチャレンジ企画
- 行列の先には何が!?（大竹真リポーターが隊長の「行列はかり隊」が行列の人数、長さを計り、行列の先には何があるかを調べる。）
- 突撃!隣の晩ごはんのパロディ企画

#### 9時ッス!!
(2012年10月1日 - 2015年3月27日)
担当:森圭介（日本テレビアナウンサー）
「大竹真のNEWSッス」・「とれたて!丸ごとニュース」同様、芸能、スポーツなど様々なニュースや話題を紹介する。「大竹真のNEWSッス」・「とれたて!丸ごとニュース」と異なり、事件・事故・政治といった硬派のニュースは当初は紹介していなかったが、後に紹介されるようになった。また、森がレポーターとなっていろいろなことをリポートする。さらに、ゲストが出演した場合、以前放送していた『トークッス』のような形で、テリー、加藤、石田→杉野も参加してトークを行う。日替わりコーナーもあり、金曜日は、視聴者のオススメするパン屋さんを紹介する『あなたの秘密のパン屋さん』、2013年3月ごろまでは、『おもしろ寝相アート』（4月以降は不定期）、『ブサかわ動物』も放送した。

#### スッキリ!!ハウジング
（金、2010年3月26日 - 9月10日）→（木、2010年9月16日 - 2014年9月25日）→（火、2014年10月7日 - ）担当：藤田大介・上田まりえ（日本テレビアナウンサー）→リポーター持ち回り
設けられたテーマに基づくこだわりの住宅を訪問し、その魅力を紹介するコーナー。リポーターは藤田・上田のほかにも、西村綾子・中山美香・阿部祐二・大竹真が担当することがある。
藤田の水曜日への異動に伴い、2014年4月以降はリポーター持ち回りとなった。

#### テリーが行く!!→テリーの部屋
（2007年6月15日 - 、2011年秋に改名）
主に「スッタメ」のコーナーにおいて、テリー伊藤がタレントやアーティストと対談するコーナー。オープニング曲も本家であるテレビ朝日系列『徹子の部屋』と同様。イベント先に特設セットを設営してのトークが基本だが、ホテルで対談することもある。

#### スッキリ!!TIMES
加藤浩次、テリー伊藤、進行：大竹真（月 - 木）、青木源太（金）（ - 2008年10月31日）→葉山エレーヌ（2008年11月3日 - 2012年11月30日）→杉野真実（2012年12月3日 - ）
当日の朝刊や前日の夕刊から加藤・テリーやスタッフが注目した記事を紹介。加藤が注目した記事は最後に紹介され、同時に1分間カウントダウンされる。特に気になった記事については、後日「とことんスッキリ!!調べ隊」の中で取り上げ、緊急街角調査を行う。以前は「エンタメまるごとクイズッス」の直後に放送されていたが、クイズッスの拡大および「ふなっしーのふなふなふな日和」の放送に伴い現在は不定期放送。
- テリーが休みの場合は休止となる（代替で「クイズッス」を拡大）。
- 渡邉美樹の出演日には渡邉が注目した記事（経済関連のものが多い）を最初に紹介した。
- 放送時間帯は、2007年10月 - 2008年3月21日は9時台後半→2008年3月24日からは主に8時台後半、番組進行によりそれ以降の時もある→2008年後半以降は主に9時台後半→2009年3月30日から10時頃。
- 金曜日には、「スッキリ!!ダンスパラダイス」や「テリーのマジックフライデー」等の企画を放送している。

ロンドンオリンピック期間中はコーナー休止。

#### まるっとスッキリ
（2015年3月30日 - ）
最新ニュースを6項目紹介する。
テロップでは、「まるっとスッキリ」ではなく、「知ってスッキリ!!6つのニュース」や　「けさ知っておきたい注目のニュース」（2015年11月から）と表記されている。

#### ピンナップ
（2015年3月30日 - ）
最新のトレンドや、女性の悩みなど話題のテーマを紹介する。

#### ガチリポ!
（月、2015年3月30日 - ）
話題の現場にレポーターが潜入調査を行う。

#### 真麻の朝ART「あさ芸」
（月、2015年3月30日 - ）担当：高橋真麻
新進気鋭の芸術家や、注目のアート展などの芸術全般を紹介する。

#### ふなっしーのふなふなふな日和
（2015年3月30日 - 9月25日）

#### ダイノジ大地一家4人 2度目のマイホーム探し
（火、2015年3月31日 - ）担当:大地洋輔、中山美香
大地洋輔一家が、新しいマイホームを探していく。

#### とことんスッキリ!!調べ隊
（金、2006年5月19日 - 2011年12月23日）→（火、2012年1月10日 - 2012年9月18日）→（金、2012年9月28日）→（水。2012年10月3日 - ）
新聞の中から気になる記事をピックアップして調査するものだったが、2008年途中から『スッキリTIMES』で気になったものを基にテーマが設定され、銀座や巣鴨などの都内で街頭インタビューするものになっている。 ごく稀に地方でインタビューを行う場合もある。毎年夏季は江の島において、水着姿の女性（稀に男性も）にインタビューを行う。

#### うまいッス!!→スイーツ真壁のうまいッス!!
（水、2012年12月5日 - 2014年3月26日）→（火、2014年4月1日 - 2014年9月23日）→（木、2014年10月2日 - 2015年10月1日）→（金、2015年10月9日 -2016年3月25日 ）担当：青木源太（日本テレビアナウンサー）→上重聡（日本テレビアナウンサー）、真壁刀義（新日本プロレス）
末期の「気になる情報徹底リサーチ! Yo!チェック」の内容を踏襲。2014年9月23日までは「うまいッス!!」のコーナータイトルで放送されていたが、2014年10月2日より「スイーツ真壁のうまいッス!!」にコーナー名が改題された。青木と真壁が、「スイーツデスマッチ」と称して都内のスイーツを食べながら紹介する。2014年6月24日・7月1日放送分は40回記念として北海道遠征を行い、7月1日放送分は真壁が単独でレポートを行った。
- 取材の最後には、「うまいッス!!」時代は真壁が「今日の決め技」と称して決め技を色紙に書いて店主にプレゼントしていたが、「スイーツ真壁のうまいッス!!」に改題されてからは真壁が手作りポップアートを作成して店主にプレゼントしている。
- 不定期で真壁とヒールユニットG・B・H を組んでいる本間朋晃（G-TALENT） も出演することもあり、2014年6月10日放送分は、真壁が2014年5月25日に行われた新日本横浜アリーナ大会において下顎歯槽骨を骨折したため、本間が試食の代役を務めた。
- 地方の場合は9:30飛び降りを行う局が所在する地域、本番組が非ネットの地域も含めてタージン・クックマン・上田啓介・高原兄などのご当地タレントや本番組ネット局のアナウンサーが単独でレポートもしくはスタッフが直接取材した上で、「ご当地スイーツの旅」として放送するが、2014年4月8日放送分は上田まりえ（日本テレビアナウンサー）が出身地である鳥取県へ出向いたうえで、鳥取県のご当地スイーツをリポートした。
- 2016年3月25日放送回において本コーナーの終了が発表され、真壁がスイーツの試食に使用していたフォークをテーブル上の白いお皿に置く演出 で締めくくられた。

- 2018年3月28日放送の本番組のスイーツ特集の際に真壁と本間[注 31](進行役は安村直樹アナ)が2年ぶりに出演した。

#### K･Jことキニナルジャーナル
（木→金、2016年9月 - ）担当:安村直樹

#### スッキリJUDGE
（木→金、2016年3月 - ）担当:安村直樹→森圭介、水卜麻美
テレビリモコンの4色ボタンを使い、視聴者アンケートを行う。出演者は、札で判断する。

#### エンタメ企画→スッキリエンタメ略してスッタメ→スッタメ
（2011年3月までは月・火→月・火・水、2011年4月5日 - 2015年3月26日、水・金、2015年4月1日 - ）担当：月･青木源太（日本テレビアナウンサー）､火･菅谷大介（日本テレビアナウンサー）→森圭介（日本テレビアナウンサー）→杉野真実（日本テレビアナウンサー）→青木源太（日本テレビアナウンサー）→安村直樹（日本テレビアナウンサー）
アーティストへのインタビュー、季節に合う歌謡曲やアーティストの名曲ランキング、映画の見所ノーカット放送など、以前の『スッタメ』コーナーを踏襲したコーナー。2011年4月5日、2008年10月31日まで放送していた『スッキリエンタメ略してスッタメ』にコーナー名が変更、約2年6ヶ月ぶりの復活となった。

#### 金曜ドーガショー
（金、2020年5月1日 - 2021年3月12日）担当：安村直樹→杉原凜
視聴者が様々な動画を投稿し、紹介するコーナー。
テーマソングは、以前「金曜ロードショー」でも使われていた「Friday Night Fantasy」

#### HARUNAまとめ
（水、2016年3月 - 2021年3月25日（木）、2023年3月27日（月））担当:近藤春菜
近藤春菜のそっくりな人・物等を紹介し、ゲストについてまとめたVTRとトークやライブ（アーティストの場合）等を行う。
最終回は、春菜&水卜卒業LIVEを別スタジオで放送。出演：東京スカパラダイスオーケストラ、田島貴男×東京スカパラダイスオーケストラ、森山直太朗、宮本浩次×東京スカパラダイスオーケストラ
2023年3月27日、春菜が久々に出演し、17年間のエンタメを振り返った。コーナーの最後には、和田アキ子による生LIVEを放送した。

#### スッキリVOICE
（月→金→木、2016年3月 - ）担当：徳島えりか（日本テレビアナウンサー）→近藤春菜
『とことんスッキリ!!調べ隊』の後継コーナー。